# Kedaton (Jarai)
Kedaton is een bestuurslaag in het regentschap Lahat van de provincie Zuid-Sumatra, Indonesië. Kedaton telt 302 inwoners (volkstelling 2010).